# Mangamba (Ebone)
Pour les articles homonymes, voir Mangamba.
Mangamba est un village camerounais situé dans la région du Littoral, dans le département du Moungo et dans l'arrondissement du Nlonako.

## Population et développement
En 1967, la population de Mangamba était de 278 habitants, essentiellement des Bakaka. Lors du recensement de 2005, elle était de 511 habitants.